# 桓焉
桓 焉（かん えん、? - 143年）は、後漢の官僚で今文経の学者。字は叔元。本貫は沛国竜亢県。太常桓栄の孫で、太常桓郁の子にあたる。斉の桓公の末裔とされ、後漢ではいわゆる「累世帝師」の家柄で著名である。家学は今文経で後漢では皇帝家の学でもあった「欧陽尚書」を教授する宗家的存在の家である。

## 生涯
若くして「父任」いわゆる任子によって郎中となった。安帝即位の年である永初元年（107年）、安帝の侍講（学門の教師）となった。後に侍中・歩兵校尉に遷った。永寧元年（120年）に劉保（後の順帝）が立太子された際、太子少傅となった。一カ月もたたないうちに太子太傅に遷ったが、後に母の死にともない辞職を願い出た。官を去ることなく大夫（散官）の服喪が許可された。年が改まるとともに詔を下して使者をつかわし牛酒を賜い、服喪期間を切り上げさせて、光禄大夫とした。その後、太常に遷った。
安帝の延光3年（124年）、外戚閻氏・乳母王聖および宦官の一党とそれに迎合する官僚集団と、それらに対抗する官僚集団で対立があった。これは太尉楊震の自殺という結末で終わる。この際、楊震ら一党を支持していた九卿等の官僚は皇太子（順帝）の側近集団とも交友関係があり、王聖ら一党は、安帝死後に彼らの巻き返しがあることを恐れて、廃太子を計画した。三公はすでに楊震の死を以て王聖らに迎合する官僚によって占められていたため、九卿がこれに反発した。主に太常桓焉・太僕来歴・廷尉張晧らがこれに反発するも、結局廃太子が実行されることとなった。光禄勲祋諷以下、順帝時代に三公に進むことになる、時の中堅官僚層が反発に鴻都門において非を訴えるも覆ることはなかった。
その後安帝が崩御し、孫程らのクーデターの後、順帝が即位し、当時太傅・三公にあった王聖等に迎合した官僚が一掃されると太傅となり太尉朱寵と録尚書事。あわせて再び侍講し、宴会の席で三公・尚書を省事に参加させるよう建言し、初めてそれが実行されることとなった。これは後漢制度史上の一大転機と言えるであろう。この際、侯爵に封ぜらたが、固辞している。太傅は前漢の三公同様、有爵者であることが理想であったが、後漢に於いては太傅就任後、爵位を得ることが多かった。しかしそれも固辞した希有な例である。
永建2年（127年）、禁錮（出仕禁止）者を辟召して官吏とした罪で罷免され、光禄大夫に遷った。陽嘉2年（133年）、大鴻臚、太常と遷官し、永和5年（140年）、太尉となった。この間、陽嘉4年（135年）には梁商を大将軍とする際の使者となり、梁商を政権内に参画させている。漢安元年（142年）、日食を理由に策免された。以後は無官で翌年、死去した。
弟子は数百名を数える。弟子の中には桓帝時期、梁冀の専横に歯止めをかける黄瓊や、霊帝時期、霊帝の侍講となり、また政治的影響力を持つにいたる楊賜などがいる。

## 子女
- 桓衡（長男、早逝）
- 桓順（中子）

## 伝記資料
- 『後漢書』巻37 列伝第27